# Marcel Bon
Marcel Bon (* 17. März 1925 in der Picardie; † 11. Mai 2014 in Woincourt, beerdigt in Port-le-Grand)  war ein französischer Botaniker, Mykologe und Hochschullehrer. Er war einer der bedeutendsten Spezialisten für Blätterpilze. Bon war Mitglied in mehreren naturwissenschaftlichen Vereinigungen und Mitbegründer einer bedeutenden mykologischen Fachzeitschrift. Sein botanisch-mykologisches Autorenkürzel lautet „Bon“.

## Leben
Marcel Bon studierte Pharmazie, zunächst in Amiens und während des Zweiten Weltkrieges in Lille. Zwischen 1950 und 1977 war er Apotheker in Saint-Valery-sur-Somme und eröffnete dort ein medizinisches Analyselabor. Daneben war er Professor an der Fakultät für Pharmazie an der Universität von Lille.
Zunächst zur Botanik hingezogen, war er an der Société linnéenne Nord-Picardie, der Linné-Gesellschaft in Amiens. Das Interesse für Pilze entstand durch seine pharmazeutischen Studien. Später erhielt er Unterricht von Marcelle Le Gal, die ebenfalls aus der Picardie stammte. Lange und häufig tauschte er sich auch mit Henri Romagnesi aus.
Nach langer Krankheit starb Bon am 11. Mai 2014.

## Schaffen
Im Jahr 1958 wurde er Mitglied der Französischen Mykologischen Gesellschaft (Société Mycologique de France). Als 1961 eine Sektion für Mykologie an der Linné-Gesellschaft in Amiens eingerichtet wurde, hatte Bon eine leitende Rolle. 1971 begründete er zusammen mit Jean-Marie Géhu die Documents Mycologiques, eine bedeutende mykologische Fachzeitschrift. 1973 trat er der Mykologischen Gesellschaft des Nordens (Société Mycologique du Nord) bei. 1975 wurde er Mitglied des Verwaltungsrates der Französischen Mykologischen Gesellschaft und 2006 zu dessen Ehrenmitglied ernannt.
Im Jahr 1987 veröffentlichte er zusammen mit den Künstlern John Wilkinson und Denys Ovenden das Werk The Mushrooms and Toadstools of Britain and North-western Europe, das über 1.500 beschriebene Pilzarten und -varietäten enthält. Es wurde unter dem Titel Pareys Buch der Pilze ins Deutsche übersetzt und gilt als Standardwerk. Außerdem ist Marcel Bon Autor mehrerer Gattungsmonografien.
Er galt als Fachmann für die Flora der Wüsten und Dünen Nordfrankreichs. Bon fertigte von zahlreichen Funden Aquarelle und Sporenzeichnungen an. Im Bereich der Botanik beschäftigte er sich insbesondere mit den Moosen und Flechten.
Darüber hinaus war er Pianist in der Jazz-Band Nouvelle-Orléans und Autor eines Wörterbuchs der Picardischen Sprache.

## Werke
- The Mushrooms and Toadstools of Britain and North Western Europe. Hodder and Stoughton, 1987.
  - Pareys Buch der Pilze. Parey, 1988. (Übersetzung)
- Les tricholomes de France et d’Europe occidentale. Lechevalier, Paris 1984.
- Fungorum Rariorum Icones Coloratae, Part 15 Corinarius. Lubrecht & Cramer Ltd., 1986.
- Collins Pocket Guide. Mushrooms and Toadstools of Britain and North-Western Europe. HarperCollins Canada, 2004.

## Dedikationsnamen
Eine Reihe von Pilzarten wurden nach Marcel Bon benannt, um den Mykologen und seine umfangreiche mykologische Arbeit zu ehren.
- Agaricus bonii Wasser 1995
- Cortinarius bonii Bidaud, Moënne-Locc. & Reumaux 2001
- Echinoderma bonii C.E. Hermos. & Jul. Sánchez 1999
- Leucoagaricus bonii A. Caball. 1997
- Lyophyllum bonii Contu 1996
- Marasmiellus bonii Segedin 1995
- Ramaria bonii Estrada 1995
- Russula bonii Buyck 1995
- Tricholoma bonii Basso & Candusso 1997

## Pilzarten, die Marcel Bon zu Ehren anderer benannt hat
- Agaricus wasseri 1985, zusammen mit Régis Courtecuisse, heute Tonblasser Tränen-Fälbling Hebeloma crustuliniforme[3]